# Грифит ап Кинан
Грифид ап Кинан (валл. Gruffydd ap Cynan, умер в 1137) — король Гвинеда (1081—1137), внук Иаго ап Идвала ап Мейрига по отцовской линии, представитель династии Аберфрау. По материнской линии он был родственнком норманнских королей Дублина. Грифид ап Кинан был ключевой фигурой в сопротивлении нормандскому нашествию.

## Биография
Молодость Грифида прошла в Ирландии, там же он не раз укрывался во время изгнаний. Из Ирландии он также постоянно получал подкрепления для своей армии.
В 1075 году Грифид предпринял первую попытку захватить престол Гвинеда. Для этой цели он с отрядом ирландских викингов высадился на Инис Моне, где ещё не успел утвердиться король Трахайарн. При поддержке нормандца Роберта Ридлана он сначала разбил в сражении королевского наместника Кинурига, правившего в Ллине, а вскоре в битве при Гваэд Эру и самого Трахайарна. Однако во время похода на восток Грифид сначала разрушил замок своего недавнего союзника Роберта, а затем его викинги поссорились с валлийским населением Ллейна. В результате всего этого началось восстание, которым воспользовался Трахайарн, чтобы вытеснить Грифида из Гвинеда. Потерпев поражение при Брон-ир-Эру, Грифид вернулся в Ирландию.

Герб Грифида ап Кинана

Во второй раз Грифид попытался захватить власть в Гвинеде в 1081 году. Для этого он заключил союз с Рисом ап Теудуром, изгнанным из Дехейбарта Карадогом, союзником Трахайарна. Высадившись близ собора святого Давида во главе армии, состоявшей из датчан и ирландцев, Грифид объединился с Рисом и начал наступление на север. Две армии столкнулись в сражении при Минид Карн. Трахайарн и Карадог погибли в бою, а Грифид получил власть над Гвинедом.
Но вскоре Грифид оказался перед лицом новой опасности — нормандского вторжения. В том же 1081 году он встретился в Риге с Хьюго д’Авранше, графом Честером, и Хьюго Монтгомери, графом Шрусбери, и был пленён в результате предательства некоего Мейриона Рыжего. Власть в Гвинеде оказалась в руках Честера и Ридлана, построивших замки в Бангоре, Кэрнарвоне и Аберллейниоге. Грифид провёл в неволе длительное время, пока его, закованного в кандалы, не встретил на рынке в Честере Кинуриг Высокий. Воспользовавшись тем, что торговцы отлучились на обед, Кинуриг взвалил Грифида на плечи и вынес его из города. В датировке этого события историки расходятся, разброс дат составляет от 1088 до 1097 года. Грифид вновь нашёл убежище в Ирландии, но вскоре вернулся в Гвинед и начал нападать на нормандские замки. В 1094 году в Уэльсе вспыхнуло восстание, вынудившее Вильгельма II ввести в Северный Уэльс войска. Однако его армия оказалась неспособной сражаться с валлийцами, и он возвратился в Честер. Два года спустя Вильгельм предпринял новое вторжение, и вновь без успеха. Возможно, Грифид к этому времени уже вернул себе престол Гвинеда, но нет никаких упоминаний о его сражениях с нормандцами. Лидером валлийского сопротивления в это время, скорее всего, был Кадуган, король Поуиса. Летом 1098 года графы Честер и Шрусбери вновь попытались выбить Грифида из Уэльса. Они оттеснили его к побережью Инис Мона и перекупили флот викингов. На единственном оставшемся ялике Грифид бежал в Ирландию.
Кардинальный перелом в войну внесло появление норвежского флота Магнуса Босоногого. Норвежцы напали на нормандцев со стороны пролива Менаи. Утверждается, что в сражении Магнус собственноручно застрелил Хьюго Шрусбери. На следующий год Грифид вернулся из Ирландии и стал править в Гвинеде, заключив мировое соглашение с Хьюго Честером. После смерти Честера Грифиду удалось укрепить своё положение на престоле Гвинеда. Преемник Вильгельма II Генрих I признал его королём Гвинеда и передал ему во владение Ллейн, Эйвионид, Ардидви и Арллехвед, значительно расширив границы государства Грифида. Могущество Грифида со временем продолжало расти. Не желая допускать его дальнейшего роста, Генрих I в 1114 году напал на Уэльс. Однако Грифид смог откупиться, сохранив все свои территории. Предвидя раздел королевства между сыновьями, он продолжал завоевание соседних областей. В 1118 году был захвачен Ривониог, в 1123 году — принадлежавший Поуису Мейрионид, а в 1124 году — Дифрин Клуид. Помимо этого в 1121 году было отражено очередное вторжение нормандцев. Короли Англии вплоть до смерти Грифида не посягали на суверенитет Гвинеда. Более того, в 1136 году его сыновья Оуайн и Кадваладр вместе с Грифидом Дехейбартским ещё раз разбили нормандцев при Криг Мауре и овладели Кередигионом.
Почувствовав свою власть, Грифид стал вмешиваться и в дела церкви. Около 1100 года из Уэльса был изгнан Эрви, епископ Бангора, и епископская кафедра долго оставалась вакантной, поскольку Грифид и Генрих I не могли договориться о кандидатуре. Наконец в 1120 году Грифид своей волей назначил епископом Дэвида Шотландца. Воспользовавшись крупным пожертвованием Грифида, Дэвид восстановил собор в Бангоре. Кроме этого Грифид жертвовал деньги одной из дублинских церквей, которую посещал в детстве.
Под конец жизни состарившийся и ослепший Грифид почти не занимался делами государства, однако это время называют «Золотым веком Гвинеда». Грифид умер в 1137 году в своей постели и был похоронен за высоким алтарём Бангорского собора. Его старший сын Кадваллон погиб в 1132 году при Лланголлене, поэтому престол Гвинеда унаследовал Оуайн.